# Teizo Takeuchi
Teizo Takeuchi (6 noiembrie 1908 - 12 aprilie 1946) a fost un fotbalist japonez.

## Statistici
| Japonia | Japonia | Japonia |
| An      | Meciuri | Goluri  |
| ------- | ------- | ------- |
| 1930    | 2       | 0       |
| 1931    | 0       | 0       |
| 1932    | 0       | 0       |
| 1933    | 0       | 0       |
| 1934    | 0       | 0       |
| 1935    | 0       | 0       |
| 1936    | 2       | 0       |
| Total   | 4       | 0       |